# Peter Prendergast
Peter Prendergast (Kingston, 1963. szeptember 23. –) jamaicai nemzetközi labdarúgó-játékvezető.

## Pályafutása

### Nemzeti játékvezetés
A játékvezetői vizsga megszerzését követően különböző labdarúgó osztályokban szerezte meg a szükséges tapasztalatokat, 1992-ben lett a legmagasabb labdarúgó osztály játékvezetője. A nemzeti játékvezetéstől 2006-ban vonult vissza.

#### Nemzetközi játékvezetés
A Jamaicai labdarúgó-szövetség Játékvezető Bizottságának (JB) felterjesztésére 1994-ben lett a Nemzetközi Labdarúgó-szövetség (FIFA) játékvezetői keretének tagja. Több nemzetek közötti válogatott és klubmérkőzést vezetett, vagy működő társának 4. bíróként segített. Az aktív nemzetközi játékvezetéstől 2006-ban búcsúzott.
| Időpont        | Helyszín                     | Mérkőzés típusa           | Mérkőzés         | Eredmény | Nézők száma |
| -------------- | ---------------------------- | ------------------------- | ---------------- | -------- | ----------- |
| 1996 június 9. | Központi Stadion, Foxborough | első nemzetközi mérkőzése | Amerika–Írország | 2 – 1    | 25 322      |

#### Labdarúgó-világbajnokság

##### U20-as labdarúgó-világbajnokság
Malajzia rendezte a 11., az 1997-es ifjúsági labdarúgó-világbajnokságot, ahol a FIFA JB hivatalnoki szolgálattal foglalkoztatta.
| Időpont          | Helyszín                        | Mérkőzés típusa              | Mérkőzés                 | Eredmény | Nézők száma |
| ---------------- | ------------------------------- | ---------------------------- | ------------------------ | -------- | ----------- |
| 1997. június 19. | Sarawak Stadion, Kuching        | csoportmérkőzés (B. csoport) | Dél-Korea–Franciaország  | 2 – 4    | 3246        |
| 1997. június 22. | Sarawak Stadion, Kuching        | csoportmérkőzés (B. csoport) | Dél-Afrika–Franciaország | 2 – 4    | 9757        |
| 1997. június 25. | Shah Alam Stadion, Kuala Lumpur | egyik nyolcaddöntő           | Írország–Marokkó         | 2 – 1    | 3000        |
| 1997. július 5.  | Shah Alam Stadion, Kuala Lumpur | bronzmérkőzés                | Ghána–Írország           | 1 – 2    | 28 000      |

---
A világbajnoki döntőhöz vezető úton Franciaországba a XVI., az 1998-as labdarúgó-világbajnokságra, Dél-Koreába és Japánba a XVII., a 2002-es labdarúgó-világbajnokságra, valamint Németországba a XVIII., a 2006-os labdarúgó-világbajnokságra a FIFA JB bíróként alkalmazta. Selejtező mérkőzéseket a CONCACAF, a CONMEBOL és az AFC zónákban vezetett. Világbajnokságokon vezetett mérkőzéseinek száma: 2.

##### 1998-as labdarúgó-világbajnokság

###### Selejtező mérkőzés
| Időpont             | Helyszín                                         | Mérkőzés típusa             | Mérkőzés                                                    | Eredmény | Nézők száma |
| ------------------- | ------------------------------------------------ | --------------------------- | ----------------------------------------------------------- | -------- | ----------- |
| 1996. június 30.    | Arnos Vale Stadion, Kingstown                    | előselejtező (3D. forduló)  | Saint Vincent és a Grenadine-szigetek– Saint Kitts és Nevis | 0 – 0    | 2500        |
| 1996. december 1.   | Ricardo Saprissa Aymá Stadion, San José Province | előselejtező (3/1. forduló) | Costa Rica–Amerika                                          | 2 – 1    | 18 000      |
| 1997. augusztus 20. | Agustín Tovar Stadion, Barinas                   | előselejtező (17. forduló)  | Venezuela–Peru                                              | 0 – 3    | 10 000      |

##### 2002-es labdarúgó-világbajnokság

###### Selejtező mérkőzés
| Időpont              | Helyszín                                              | Mérkőzés típusa                 | Mérkőzés                            | Eredmény | Nézők száma |
| -------------------- | ----------------------------------------------------- | ------------------------------- | ----------------------------------- | -------- | ----------- |
| 2000. március 18.    | Ergilio Hato Stadion, Willemstad                      | előselejtező (3. csoport)       | Holland Antillák–Trinidad és Tobago | 1 – 1    | 4000        |
| 2000. április 2.     | Pedro Marrero Stadion, Havanna                        | előselejtező (2. kör)           | Kuba–Suriname                       | 1 – 0    | 3000        |
| 2000. május 7.       | Hasely Crawford Stadion, Port of Spain                | előselejtező (3. kör)           | Trinidad és Tobago–Haiti            | 3 – 1    | 18 000      |
| 2000. július 23.     | Ricardo Saprissa Aymá Stadion, San José de Costa Rica | előselejtező (elődöntő csoport) | Costa Rica–Amerikai                 | 2 – 1    | 20 000      |
| 2000. augusztus 16.  | Queen's Park Oval Stadion, Port of Spain              | előselejtező (elődöntő csoport) | Trinidad és Tobago–Panama           | 6 – 0    | 30 000      |
| 2001. szeptember 27. | Zayed Sports City Stadion, Abu-Dzabi                  | előselejtező (2B. csoport)      | Egyesült Arab Emirátus–Kína         | 0 – 1    | 15 000      |
| 2001. november 11.   | Hasely Crawford Stadion, Port of Spain                | előselejtező (döntő csoport)    | Trinidad és Tobago–Amerika          | 0 – 0    | 5000        |

###### Világbajnoki mérkőzés
| Időpont          | Helyszín             | Mérkőzés típusa              | Mérkőzés            | Eredmény | Nézők száma |
| ---------------- | -------------------- | ---------------------------- | ------------------- | -------- | ----------- |
| 2002. június 5.  | Home's Stadion, Kóbe | csoportmérkőzés (H. csoport) | Oroszország–Tunézia | 2 – 0    | 30 957      |
| 2002. június 17. | Home's Stadion, Kóbe | egyik nyolcaddöntő           | Brazília–Belgium    | 2 – 0    | 40 440      |

##### 2006-os labdarúgó-világbajnokság
Előzetes szakmai tevékenysége alapján kapott meghívást a 23 játékvezető közé. A helyszíni fizikai állapot felmérésen sajnálatos módon súlyosan megsérült a térde, haza kellett utazni, helyette tartalék játékvezetők közül Kevin Stott ugrott be.

###### Selejtező mérkőzés
| Időpont             | Helyszín                                 | Mérkőzés típusa         | Mérkőzés           | Eredmény | Nézők száma |
| ------------------- | ---------------------------------------- | ----------------------- | ------------------ | -------- | ----------- |
| 2004. március 27.   | André Kamperveen Stadion, Paramaribo     | előselejtező (első kör) | Suriname–Aruba     | 8 – 1    | 4000        |
| 2004. június 20.    | Alejandro Morera Soto Stadion, Alajuela  | előselejtező (2.kör)    | Costa Rica–Kuba    | 1 – 1    | 12 000      |
| 2004. szeptember 8. | Olimpiai Stadion, San Pedro Sula         | előselejtező (3/2. kör) | Honduras–Guatemala | 2 – 2    | 40 000      |
| 2004. október 13.   | Swangard Stadion, Burnaby                | előselejtező (3/2. kör) | Kanada–Costa Rica  | 1 – 3    | 4000        |
| 2005. február 9.    | Rommel Fernández Stadion, Panamaváros    | előselejtező (4. kör)   | Panama–Guatemala   | 0 – 0    | 20 000      |
| 2005. október 8.    | Alfonso Lastras Stadion, San Luis Potosí | előselejtező (4. kör)   | Mexikó–Guatemala   | 5 – 2    | 30 000      |

#### Konföderációs kupa
Németország rendezte a 7., a 2005-ös konföderációs kupa tornát, ahol a FIFA JB bírói szolgálattal bízta meg.
| Időpont          | Helyszín                  | Mérkőzés típusa              | Mérkőzés            | Eredmény | Nézők száma |
| ---------------- | ------------------------- | ---------------------------- | ------------------- | -------- | ----------- |
| 2005. június 18. | RheinEnergieStadion, Köln | csoportmérkőzés (A. csoport) | Tunézia–Németország | 0 – 3    | 44 337      |

#### CONCACAF-aranykupa
Amerika a 3., az 1996-os CONCACAF-aranykupa, a 4., az 1998-as CONCACAF-aranykupa, az 5., a 2000-es CONCACAF-aranykupa, 6., a 2002-es CONCACAF-aranykupa, a 8., a 2005-ös CONCACAF-aranykupa, valamint a 9., a 2007-es CONCACAF-aranykupa tornát rendezte. Amerika és Mexikó közösen volt házigazdája a 7., a 2003-as CONCACAF-aranykupa tornának, ahol a CONCACAF JB rendszeresen foglalkoztatta.

##### 1996-os CONCACAF-aranykupa

###### CONCACAF-aranykupa mérkőzés
| Időpont          | Helyszín                    | Mérkőzés típusa              | Mérkőzés                                        | Eredmény | Nézők száma |
| ---------------- | --------------------------- | ---------------------------- | ----------------------------------------------- | -------- | ----------- |
| 1996. január 10. | Nemzetközi Stadion, Anaheim | csoportmérkőzés (B. csoport) | Kanada–Honduras                                 | 3 – 1    | 27 125      |
| 1996. január 16. | Nemzetközi Stadion, Anaheim | csoportmérkőzés (A. csoport) | Guatemala–Saint Vincent és a Grenadine-szigetek | 3 – 0    | 52 345      |

##### 1998-as CONCACAF-aranykupa

###### CONCACAF-aranykupa mérkőzés
| Időpont          | Helyszín                | Mérkőzés típusa              | Mérkőzés                    | Eredmény | Nézők száma |
| ---------------- | ----------------------- | ---------------------------- | --------------------------- | -------- | ----------- |
| 1998. február 1. | Városi Stadion, Oakland | csoportmérkőzés (B. csoport) | Honduras–Trinidad és Tobago | 1 – 3    | 11 234      |

##### 2000-es CONCACAF-aranykupa

###### CONCACAF-aranykupa mérkőzés
| Időpont           | Helyszín                               | Mérkőzés típusa              | Mérkőzés          | Eredmény | Nézők száma |
| ----------------- | -------------------------------------- | ---------------------------- | ----------------- | -------- | ----------- |
| 2000. február 13. | Qualcomm Stadion, San Diego            | csoportmérkőzés (D. csoport) | Costa Rica–Kanada | 2 – 2    | 22 131      |
| 2000. február 20. | Qualcomm Stadion, San Diego            | egyik negyeddöntő            | Mexikó–Kanada     | 1 – 2    | 18 062      |
| 2000. február 27. | Memorial Coliseum Stadion, Los Angeles | döntő                        | Kanada–Kolumbia   | 2 – 0    | 6197        |

##### 2002-es CONCACAF-aranykupa

###### CONCACAF-aranykupa mérkőzés
| Időpont          | Helyszín                    | Mérkőzés típusa              | Mérkőzés         | Eredmény | Nézők száma |
| ---------------- | --------------------------- | ---------------------------- | ---------------- | -------- | ----------- |
| 2002. január 21. | Rose Bowl Stadion, Pasadena | csoportmérkőzés (A. csoport) | Mexikó–Guatemala | 3 – 1    | 31 244      |
| 2002. január 30. | Rose Bowl Stadion, Pasadena | egyik elődöntő               | Kanada–Amerika   | 0 – 0    | 7241        |

##### 2003-as CONCACAF-aranykupa

###### CONCACAF-aranykupa mérkőzés
| Időpont          | Helyszín                     | Mérkőzés típusa              | Mérkőzés     | Eredmény | Nézők száma |
| ---------------- | ---------------------------- | ---------------------------- | ------------ | -------- | ----------- |
| 2003. július 15. | Gillette Stadion, Foxborough | csoportmérkőzés (D. csoport) | Kanada–Kuba  | 0 – 2    | 8780        |
| 2003. július 19. | Gillette Stadion, Foxborough | egyik negyeddöntő            | Amerika–Kuba | 5 – 0    | 15 627      |

##### 2005-ös CONCACAF-aranykupa

###### Selejtező mérkőzés
| Időpont            | Helyszín                       | Mérkőzés típusa           | Mérkőzés                                                   | Eredmény |
| ------------------ | ------------------------------ | ------------------------- | ---------------------------------------------------------- | -------- |
| 2004. november 24. | Nemzeti Stadion, Kingstown     | előselejtező (E. csoport) | Saint Vincent és a Grenadine-szigetek–Brit Virgin-szigetek | 1 – 1    |
| 2004. november 28. | Nemzeti Stadion, Kingstown     | előselejtező (E. csoport) | Saint Vincent és a Grenadine-szigetek–Kajmán-szigetek      | 4 – 0    |
| 2005. február 20.  | Nemzeti Stadion, Saint Michael | döntő csoport             | Barbados–Kuba                                              | 0 – 3    |
| 2005. február 24.  | Nemzeti Stadion, Saint Michael | döntő csoport             | Barbados–Trinidad és Tobago                                | 2 – 3    |

###### CONCACAF-aranykupa mérkőzés
| Időpont          | Helyszín                        | Mérkőzés típusa              | Mérkőzés          | Eredmény | Nézők száma |
| ---------------- | ------------------------------- | ---------------------------- | ----------------- | -------- | ----------- |
| 2005. július 7.  | CenturyLink Field, Seattle      | csoportmérkőzés (B. csoport) | Kanada–Costa Rica | 0 – 1    | 15 831      |
| 2005. július 17. | Reliant Stadion, Houston        | egyik negyeddöntő            | Dél-Afrika–Panama | 1 – 1    | 60 050      |
| 2005. július 21. | Giants Stadion, East Rutherford | egyik elődöntő               | Honduras–Amerika  | 1 – 2    | 41 721      |

##### 2007-es CONCACAF-aranykupa

###### Selejtező mérkőzés
| Időpont             | Helyszín                 | Mérkőzés típusa         | Mérkőzés             | Eredmény |
| ------------------- | ------------------------ | ----------------------- | -------------------- | -------- |
| 2006. szeptember 4. | Nemzeti Stadion, Havanna | előselejtező (első kör) | Kuba–Bahama-szigetek | 6 – 0    |

#### Olimpia
Ausztrália adott otthont a XXVII., a 2000. évi nyári olimpiai játékok labdarúgó tornájának, ahol a FIFA JB bíróként alkalmazta.

##### 2000. évi nyári olimpiai játékok
| Időpont              | Helyszín                               | Mérkőzés típusa              | Mérkőzés               | Eredmény | Nézők száma |
| -------------------- | -------------------------------------- | ---------------------------- | ---------------------- | -------- | ----------- |
| 2000. szeptember 13. | Melbourne-i Krikett Stadion, Melbourne | csoportmérkőzés (A. csoport) | Ausztrália–Olaszország | 0 – 1    | 93 252      |

## Kapcsolódó szócikk
- Labdarúgó-játékvezetők listája

| Elődje: Ramesh Ramdhan | Aranykupa döntő 2000 | Utódja: Carlos Batres |